# Джонс, Джаспер
Джа́спер Джонс (англ. Jasper Johns; 15 мая 1930, Огаста, США) — современный американский художник, одна из ключевых фигур в направлении поп-арт.

## Биография
Вырос в городке Аллендэйл Южная Каролина и, описывая этот период своей жизни, отмечал: «в месте, где я вырос, не было художников и искусства, я действительно не знал, что это такое». Некоторое время учился живописи в университете Южной Каролины — с 1947 по 1948, в общей сложности три семестра. Затем переехал в Нью-Йорк, где познакомился с Робертом Раушенбергом, от которого воспринял передовые идеи в современном искусстве, и с которым у него были романтические отношения до 1961 года. Работая вместе, они осваивали арт-сцену и развивали свои идеи в искусстве. На Джонса также оказали влияние идеи Марселя Дюшана; «Велосипедное колесо» и другие редимейды Дюшана стали источником вдохновения для серии предметов, отлитых в бронзе, которую художник создал в конце 1950-х — начале 1960-х годов. В 1958 году владелец галереи Лео Кастелли открыл для себя Джонса во время визита в студию Раушенберга. Был дружен с Энди Уорхолом.

## Творчество
Наиболее значительными произведениями Джонса принято считать серию его ранних живописных работ, созданную во второй половине 1950-х годов. Наиболее известная работа — «Флаг» (1954–1955), которую художник написал после сна об американском флаге. Работы этого периода порой относят к неодада, а не к поп-арту, несмотря на то, что часто используются образы массовой культуры. Ранние работы созданы с использованием таких простых образов, как флаги, карты, мишени, буквы и цифры. Трактовка поверхности часто сочная и живописная. Художник часто включает энкаустику и рельеф в свою живопись.
Скульптуры Джонса представляют собой отлитые в бронзе обыденные предметы, например электрический фонарик, лампочку или зубную щетку. Одно из наиболее известных произведений — две бронзовые банки из-под пива.
В 1988 году работа «Фальстарт» продана за 17,05 млн долларов. На тот момент это была рекордная сумма, уплаченная за произведение современного искусства при жизни художника
В 1998 году Музей Метрополитен в Нью-Йорке приобрёл «Белый флаг» Джонса. Цена сделки не известна, но эксперты полагают, что она составила более 20 млн долларов.
По состоянию на 2010-е годы проживает в Коннектикуте и считается самым дорогим здравствующим художником.
Наиболее известные работы:
- Flag (1954–1955)
- Белый флаг (1955)
- Три флага (1958)
- Фальстарт (1959)
- Map (1961)
- Study for Skin (1962)
- Figure Five (1963—1964)
- Времена года (1986)

## Награды и ценность картин
В 1980 году Музей американского искусства Уитни, Нью-Йорк, заплатил за «Три флага» (1958) 1 миллион долларов, что стало самой высокой ценой, когда-либо заплаченной за работу живого художника. В 1988 году «Фальстарт» (1959) Джонса был продан на аукционе Сотбис Сэмюэлю И. Ньюхаусу-младшему за 17. 05 миллионов долларов, установив на тот момент рекорд как самая высокая цена, заплаченная за работу живого художника на аукционе, и вторая по величине цена, заплаченная за произведение искусства на аукционе в США. В 1998 году Метрополитен-музей в Нью-Йорке купил «Белый флаг» Джонса (1955), первую картину художника, попавшую в коллекцию Метрополитена. Хотя музей не раскрывает сумму, которую заплатил, газета New York Times сообщила, что «эксперты оценивают стоимость [картины] более чем в 20 миллионов долларов». В 2006 году «Фальстарт» Джонса (1959) снова вошел в историю. Частные коллекционеры Энн и Кеннет Гриффин (основатель чикагского хедж-фонда Citadel LLC) приобрели работу Дэвида Геффена за 80 миллионов долларов, что сделало ее самой дорогой картиной ныне живущего художника. В 2010 году «Три флага» (1958) была продана частным образом миллиардеру из хедж-фонда Стивену А. Коэну за 110 миллионов долларов (тогда 73 миллиона фунтов стерлингов; 81,7 миллиона евро). 11 ноября 2014 года версия «Три флага» 1983 года была продана на аукционе Сотбис в Нью-Йорке за 36 миллионов долларов, установив новый аукционный рекорд для Джонса. 
За свою карьеру Джонс получил множество наград. Единственная почетная степень, которую он принял,— это почетная степень доктора гуманитарных наук, присвоенная ему Южно-Каролинским университетом в 1969 году. В 1984 году он был избран членом Американской академией искусств и наук, Бостон. В 1988 году он получил высшую награду на 43-м Венецианском биеннале— «Золотого льва» — за выставку в павильоне США. В 1989 году Джонс был избран почетным членом Королевской академии искусств. В 1990 году он был награжден Национальной медалью в области искусств.    

## В популярной культуре
В эпизоде «Mom and Pop Art» мультсериала «Симпсоны» 1999 года Джонс играет роль самого себя. Он изображен как вор, который крадет предметы повседневного обихода, например лампочки.